# بوزی
باوزی (به فرانسوی: Bauzy) یک کمون (فرانسه) در فرانسه است که در canton of Bracieux واقع شده‌است. باوزی ۲۴٫۷ کیلومتر مربع مساحت دارد ۸۵ متر بالاتر از سطح دریا واقع شده‌است.